# Vallée d'Anderson
Pour les articles homonymes, voir Anderson.
La vallée d'Anderson (Anderson Valley) est une région peu peuplée de l'ouest du comté de Mendocino, dans le nord de la Californie. Située à environ 160 km au nord de San Francisco, le nom Anderson Valley s'applique principalement à plusieurs communautés rurales situées dans ou à proximité des terrasses alluviales le long d'Anderson Creek et d'autres affluents de la rivière Navarro.
Cette vallée porte le nom de William Anderson, un des premiers colons européens de la région.

## Géographie
La vallée d'Anderson est la région s'étendant de Boonville (située sur Anderson Creek) et Philo (située sur Indian Creek) à Navarro (située sur Soda Creek). Les ruisseaux Rancheria, Anderson, Indian et Soda sont des affluents de la rivière Navarro, qui coule vers le nord et l'ouest à travers la chaîne côtière jusqu'à l'océan Pacifique ; Dry Creek coule vers le sud dans le bassin versant de la rivière Russian dans le comté de Sonoma. Le bras principal de la rivière Navarro commence à moins de 1,5 km au sud de Philo au confluent d'Anderson Creek et de Rancheria Creek. L'embouchure du Navarro se situe à environ 16 km au sud de Mendocino. S'étendant sur 820 km2, le bassin versant de la rivière Navarro est le plus grand bassin côtier du comté de Mendocino. La zone n'est pas sismiquement active, bien qu'une faille mineure longe le fond de la vallée.
Le climat est tempéré par l'air marin frais. Des collines et des montagnes escarpées entourent des terrasses alluviales presque planes. La végétation naturelle dominante est une forêt mixte de séquoias côtiers, de diverses variétés de chênes indigènes et de sapins de Douglas. L'altitude est de 760 m. Les précipitations annuelles moyennes vont de 890 à 2 030 mm. La température annuelle moyenne est d'environ 12 °C et la saison moyenne sans gel varie de 220 à 365 jours. Vers la côte, les étés sont frais et humides, avec de fréquents brouillards, alors que dans l'Anderson Valley même, le climat estival est chaud, comme dans les régions intérieures voisines, avec des maxima diurnes dépassant parfois 38 °C.

## Histoire
Les premiers habitants d'Anderson Valley étaient des amérindiens qui parlaient deux des sept langues pomoanes. Les Late Pomo de la région actuelle de Yorkville parlaient la langue Central Pomo. Les Tabahtea Pomo de la région de Boonville à l'ouest de Navarro parlaient la langue Pomo du Nord. Ces résidents occupaient dix-neuf villages connus, avec une population estimée à 600 habitants en 1855.
Les premiers colons d'Anderson Valley sont arrivés après 1850. Ils pratiquaient une agriculture de subsistance et se développaient dans des économies d'extraction de ressources telles que la récolte de bois et l'élevage de bétail. Les premiers colons comptaient Henry Beeson (qui a pris part à la révolte du drapeau de l'ours), son frère Isaac Beeson et William Anderson, leur demi-frère, qui a donné son nom à la vallée. La première vague de colons comprenait les Ornbaun, Hutsell, Barnett, Clow, Gschwend, McAbee, Rector, Burgess, Rawles, McGimsey, Witherell, Irish, Holgooden, Hiatt, Ball, Prather, Smalley, McSpadden, Wallace, Conrad, O 'Barr, Bowen, Nunn, Vines, Buster, Farrer, Counts, Shields, Lawson, Williams, Donelly, Plaskett, Leonard, Hawkins, Stephens, Robinson, Tift, Perkins, Elliott, Ponad, Gasklii, Brayton et Connard.
John Gschwend a établi la première scierie à eau le long de la rivière Navarro en 1857, et Thomas Hiatt a construit la première scierie à vapeur en 1877 près de l'actuelle Boonville. En 1880, la population est d'environ 1 000 personnes pour 95 000 têtes de bétail (75 000 moutons et 20 000 bovins). La production commerciale de pommes et de houblon a commencé avant le tournant du siècle, parallèlement au développement du boontling, la langue folklorique locale. Dans les années 1940 et 1950, l'automatisation industrielle et le transport routier moderne ont permis de couper rapidement les forêts de séquoias restantes. De nombreuses scieries commerciales ont été créées pour exploiter le bref essor du bois.
Dans les années 1960, les secteurs économiques du mouton, du bois et de la pomme sont sur le déclin. De vastes étendues de terres sont subdivisées et vendues. Les premiers vignobles commerciaux pour les raisins de cuve ont été plantés. La production de marijuana a prospéré avec l'afflux de nombreux nouveaux résidents de la contre-culture urbaine des années 1970. Dans les années 1980, l'industrie du bois a été réduite à deux petites scieries spécialisées, l'industrie ovine à quatre ranchs de taille modeste et l'industrie de la pomme à une petite fraction de son ancienne superficie plantée. En 1989, Sean Donovan crée KZYX, une station communautaire non commerciale affiliée à National Public Radio (NPR).

### Industrie du vin
Un essor viticole a commencé dans les années 1980, conduisant à la création de l'Anderson Valley AVA, spécialisée dans les cépages alsaciens, le pinot noir et le vin mousseux. L'industrie du vin est actuellement le principal contributeur à l'économie de la vallée d'Anderson, et les principaux producteurs comprennent Lazy Creek Vineyards et Roederer Estate. Les grands rendez-vous viticoles annuels sont la Fête du Pinot Noir (le troisième week-end de mai) et la Fête Internationale des Cépages d'Alsace (fin février). En plus du vin, il existe une microbrasserie florissante : l'Anderson Valley Brewing Company située en périphérie de Boonville. Comme dans la majeure partie du comté de Mendocino, l'industrie hôtelière est un complément important en plus de la production d'alcool locale. L'environnement naturel est agréable et le mode de vie rural attirent des artistes, des écrivains, des musiciens et une variété d'artisans qualifiés. Comme dans des régions rurales similaires qui sont souvent dépendantes d'une main-d'œuvre faiblement rémunérée dans les secteurs de l'agriculture, de l'hôtellerie et des services, des logements locatifs vétustes sont disponibles pour les employés locaux. Les prix des autres biens immobiliers haut de gamme sont généralement évalués au-delà du budget typique des ménages d'ouvriers résidents non ou peu qualifiés.

## Communautés
- Boonville
- Navarro (Californie)
- Philo
- Yorkville